# Dr. Namadhu M.G.R.
Dr. Namadhu M.G.R. is een Tamil-dagblad dat uitkomt in de Indiase deelstaat Tamil Nadu. De broadsheet wordt uitgegeven en gedrukt door Shri Jaya Publications en is gevestigd in Ekkattuthangal, Chennai.